# Leandro Müller

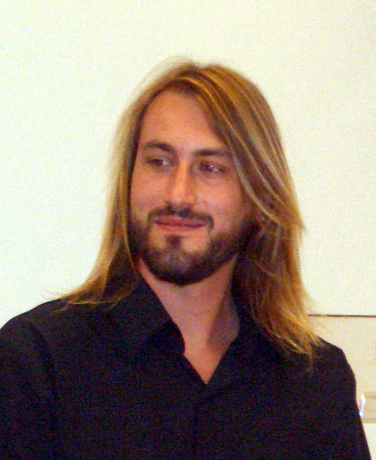
Leandro Müller.

Leandro Müller (Juiz de Fora, 14 de noviembre de 1978) es un escritor brasileño. Estudió Publicidad y Propaganda y Periodismo en la Universidad Federal de Río de Janeiro. Ha estudiado Filosofía en la Universidad Estadual de Río de Janeiro y en la Universidad de Oporto. Desde 2004, trabaja como librero y con edición de libros.
En 2006 ha publicado su primeira novela, "O Código Aleijadinho" (El código Aleijadinho), una novela policíaca ambientada en cinco ciudades históricas de Minas Gerais, presentando en su trama algunos personajes del arte y de la historia de Brasil.
En 2008, ganó el Prémio Máster en Edición do Grupo Santillana en España por su novela "Pequeño Tratado Hermético sobre Efectos de Superficie" y fue publicado por Ediciones Universidad de Salamanca, editorial de la tradicional Universidad de Salamanca. El livro tiene prefácio del escritor Enrique Vila-Matas.

## Obra
- O Código Aleijadinho - Editora Espaço e Tempo (Río de Janeiro, 2006)
- Pequeño Tratado Hermético sobre Efectos de Superficie - Ediciones Universidad de Salamanca (Salamanca, 2008)

## Premios
- Mención Honorífica en concurso de poesía de la "Associação de Estudantes da Universidade do Porto" (Portugal, 2007)
- Prémio Máster en Edición do Santillana Formación (España, 2008)